# Wilhelm Günther (SS-Mitglied)
Wilhelm Günther (* 21. April 1899 in Ermenrod im Kreis Alsfeld; † 1945) war ein deutscher SS-Brigadeführer und Generalmajor der Polizei, der während des Zweiten Weltkrieges als SS- und Polizeiführer (SSPF) eingesetzt war.

## Leben
Günther war Soldat im Ersten Weltkrieg und nach Kriegsende noch bis Oktober 1919 bei der Reichswehr bei einer Nachrichteneinheit eingesetzt. Danach studierte er Elektrotechnik. Günther wurde wegen Spionagetätigkeiten während der Ruhrbesetzung wahrscheinlich von französischer Militärgerichtsbarbeit zu einer Haftstrafe verurteilt und inhaftiert. Er trat zum 1. Mai 1932 der NSDAP (Mitgliedsnummer 1.094.209) und im selben Jahr der SS bei (SS-Nummer 69.638). Von März 1933 bis April 1935 war er Angehöriger des Nachrichtensturmbanns im SS-Abschnitt XI (Wiesbaden). Danach war er Angehöriger des SD im Oberabschnitt „Rhein“ bis April 1937 und danach Führer des SD im Oberabschnitt „Südost“ bis November 1938. Von Oktober 1939 bis März 1941 war er Inspekteur der Sicherheitspolizei und des SD in Stettin und anschließend in gleicher Funktion in Kassel bis 1942.
Von Mai bis August 1942 war Günther SSPF Bergvölker-Ordskonikidse und anschließend bis Anfang 1944 SSPF Wolhynien und Podolien. Von Mai 1944 bis Februar 1945 war er Befehlshaber der Sicherheitspolizei und des SD (BdS) in Triest und danach bis Kriegsende beim Stab des Reichssicherheitshauptamts (RSHA) eingesetzt. Günther wurde nach Kriegsende für tot erklärt.

## Auszeichnungen
| Günthers SS- und Polizeiränge | Günthers SS- und Polizeiränge                 |
| Datum                         | Rang                                          |
| ----------------------------- | --------------------------------------------- |
| April 1935                    | SS-Untersturmführer                           |
| Januar 1936                   | SS-Obersturmführer                            |
| April 1938                    | SS-Hauptsturmführer                           |
| Januar 1938                   | SS-Sturmbannführer                            |
| September 1938                | SS-Obersturmbannführer                        |
| September 1939                | SS-Standartenführer                           |
| November 1941                 | SS-Oberführer                                 |
| April 1943                    | SS-Brigadeführer und Generalmajor der Polizei |

- Eisernes Kreuz (1914) II. Klasse
- Verwundetenabzeichen (1918) Ausführung unbekannt
- Landesorden
- Spange zum Eisernen Kreuz II. Klasse
- Eisernes Kreuz (1939) I. Klasse
- Kriegsverdienstkreuz (1939) II. und I. Klasse mit Schwertern
- Ehrendegen des Reichsführers SS
- Totenkopfring der SS
- SS-Dienstauszeichnungen